# 松阪市立鵲小学校
松阪市立鵲小学校（まつさかしりつ かささぎしょうがっこう）は三重県松阪市の市立小学校。

## 校区
小舟江町、笠松町、星合町、五主町、小野江町、肥留町

## 児童数
2009年5月1日現在の児童数は147人。

## 交通
- 最寄駅はJR紀勢本線六軒駅である。約3.2km離れている。
- 最寄りのバス停は小舟江バス停。徒歩約17分（1.4km）。
- 三重県道698号津三雲線沿い。